# Сулейман (слон)

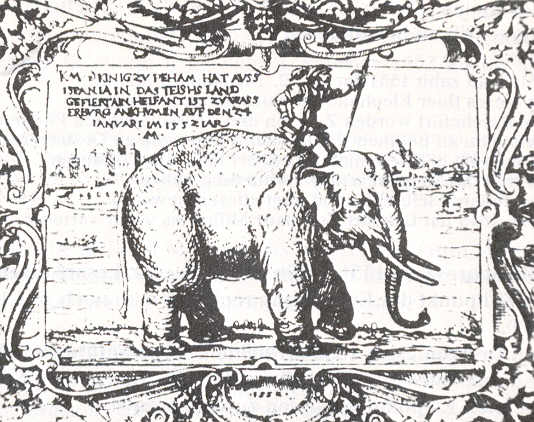
Сулейман на старинной гравюре.

Сулейман (ок. 1540, Индия — 18 декабря 1553, Вена) — азиатский слон, преподнесённый в подарок Хуаной Австрийской, дочерью императора Карла V и Изабеллы Португальской, племяннику императора герцогу Максимилиану, будущему императору Максимилиану II.
Сулейман стал первым слоном, показанным в Вене, и совершил самое продолжительное путешествие по Европе из всех слонов, преподносившихся когда-либо в подарок европейским монархам. Изначально он был вывезен из португальских владений в Индии и доставлен в Лиссабон, а затем, зимой 1551—1552 годов, — в Испанию, в Мадрид, где его возраст посчитали равным двенадцати годам. Впоследствии слона доставили в Вену через Барселону, Геную, Милан, Кремону, Мантую, Трентино, Тироль и Инсбрук; его появление в каждом из городов, через которые его провозили, вызывало огромный интерес публики, а каждый этап его путешествия тщательным образом документировался, причём многие документы об этом сохранились до наших дней. В некоторых городах, посещённых Сулейманом, были оставлены те или иные памятные знаки об этом событии.
В Вену Сулейман прибыл 6 марта 1552 года, в его честь было устроено шествие по центру города. Первоначально слона поселили в специальном вольере, где он был доступен для всеобщего обозрения, а затем переселили в Эберсдорфский зверинец, в котором он прожил чуть более года. Как при жизни, так и после смерти Сулейман находился в центре внимания большей части венского общества. О нём и его путешествии сочиняли истории, рисовали его портреты; одно из зданий, на котором было нарисовано огромное изображение слона во весь фасад, получило название «Дом слона» (оно простояло до XIX века). После смерти животного из его костей сделали трон, а кожа была использована для обивки предметов мебели.